# Oleria valida
Oleria valida är en fjärilsart som beskrevs av Richard Haensch 1905. Oleria valida ingår i släktet Oleria och familjen praktfjärilar. Inga underarter finns listade i Catalogue of Life.